# Иодид нептуния(III)
Иодид нептуния(III) — неорганическое соединение,
соль нептуния и иодистоводородной кислоты
с формулой NpI3,
коричневые кристаллы.

## Получение
- Реакция иодида алюминия с оксидом нептуния:

{\displaystyle {\mathsf {6NpO_{2}+8AlI_{3}\ {\xrightarrow {500^{o}C}}\ 6NpI_{3}+4Al_{2}O_{3}+3I_{2}}}}

## Физические свойства
Иодид нептуния(III) образует коричневые, чувствительные к влаге, кристаллы 
ромбической сингонии,
пространственная группа C cmm,
параметры ячейки a = 0,1398 нм, b = 0,4326 нм, c = 0,998 нм, Z = 4.